# Соборная площадь (Мелитополь)
Соборная площадь (укр. Соборна площа) — площадь в историческом центре Мелитополя, на пересечении улиц Александра Невского и Университетской. Через площадь проходит автодорога М-14 «Одесса — Мелитополь — Новоазовск».

## История
Самое раннее из найденных упоминаний о площади относится к 10 мая 1895 года. Тогда площадь называлась Базарной. В начале XX века площадь была местом оживлённой торговли: на ней было 77 торговых лавок, 26 из которых принадлежали караимам. На Базарной площади находился артезианский колодец, от которого шёл водопровод, обеспечивавший водой треть Мелитополя.
В 1889 году начались работы по замощению Базарной площади.
В 1899 году на площади был построен собор Александра Невского, разрушенный в 1936 году.
В 1914 году городская управа приступила к постройке городской санитарной станции на Базарной площади.
25 октября 1921 года, уже в первой послереволюционной волне переименований, Базарная площадь была переименована в площадь Революции.
1 июня 1926 года городская станция Южных железных дорог и Крымотдела перешла в новое помещение, находящееся на площади Революции в доме бывшей Народной Аудитории.
16 января 1969 года исполкомом горсовета утверждён акт на приёмку общественной туалетной на площади Революции.
В 2016 году, исполняя закон о декоммунизации Украины, площадь переименовали в Соборную.

Митинг на площади в марте 1917

## Современность
Торговое значение площади сохраняется и теперь: на площади находится вход на Центральный Рынок, который теперь занимает целый квартал. На фундаменте разрушенного собора построен крытый павильон Центрального Рынка. В здании, построенном в 1907 году как «дом для народных чтений» при соборе, находится Автостанция № 2, и вся Соборная площадь используется для отстоя пригородных автобусов и посадки пассажиров.